# Aluminumhydroxiddistearat
Aluminumhydroxiddistearat ist eine chemische Verbindung des Aluminiums aus der Gruppe der Stearate.

## Gewinnung und Darstellung
Aluminumhydroxiddistearat kann durch doppelte Zersetzung von Kaliumstearat und Aluminiumchlorid in Wasser oder durch Hydrolyse von Aluminiumisopropoxydistearat, das aus Aluminiumisopropoxid in nichtwässrigem Lösungsmittel gewonnen werden kann, hergestellt werden.

## Eigenschaften
Aluminumhydroxiddistearat ist ein weißer Feststoff mit leichtem Geruch, der praktisch unlöslich in Wasser ist.

## Verwendung
Aluminumhydroxiddistearat kann für die Herstellung von Aluminiumseifen verwendet werden. Es kann auch als Emulgator in Kosmetika und als wasserlösliches Imprägniermittel verwendet werden. Es wird auch als Verdickungsmittel in Farben, Tinten und Fetten sowie bei der Zementherstellung eingesetzt.